# Kostajnik
Kostajnik (en serbe cyrillique : Костајник) est un village de Serbie situé dans la municipalité de Krupanj, district de Mačva. Au recensement de 2011, il comptait 927 habitants.
Kostajnik est une localité fortifiée dont la première mention remonte à 1445.

## Démographie
| 1948  | 1953  | 1961  | 1971  | 1981  | 1991  | 2002  | 2011 |
| ----- | ----- | ----- | ----- | ----- | ----- | ----- | ---- |
| 1 431 | 1 621 | 1 671 | 1 506 | 1 364 | 1 264 | 1 048 | 927  |

|  |